# Jiří Kaufman
Jiří Kaufman (Pardubice, 28. studenog 1979.) češki je umirovljeni nogometaš, po poziciji napadač. Igrao je četiri godine za češki Bohemians 1905.
Karijeru je započeo u Drnovicama, nakon čega je igrao u pretežito njemačkim klubovima kao Hannover 96, Energie Cottbus i Karlsruher SC. Povratkom u Češku, igrao je za drugoligaša iz Kraljičinog Gradca (češ. Hradec Králové).

## Reprezentativna karijera
Od 2000. do 2002. godine, Kaufman je igrao za češku U-21 reprezentaciju, i pritom u 10 odigranih susreta upisao četiri zgoditka.

### Statistike[2]
| Godina | Nastupi | Zgodici |
| ------ | ------- | ------- |
| 2000.  | 2       | 1       |
| 2001.  | 7       | 3       |
| 2002.  | 1       | 0       |
| Ukupno | 10      | 4       |

### Zgodici za U-21 reprezentaciju[2]
| #  | Nadnevak           | Stadion                       | Protivnik      | Rezultat | Zgoditak | Utakmica                                       |
| -- | ------------------ | ----------------------------- | -------------- | -------- | -------- | ---------------------------------------------- |
| 1. | 15. kolovoza 2000. | Frýdek-Místek, Češka          | Slovačka       | 2:0      | 3:1      | Prijateljska                                   |
| 2. | 5. lipnja 2001.    | Stadion Strahov, Prag, Češka  | Sjeverna Irska | 1:0      | 4:0      | Kvalifikacije za Europsko U-21 prvenstvo 2002. |
| 3. | 5. lipnja 2001.    | Stadion Strahov, Prag, Češka  | Sjeverna Irska | 2:0      | 4:0      | Kvalifikacije za Europsko U-21 prvenstvo 2002. |
| 4. | 5. listopada 2001. | Na Stínadlech, Teplice, Češka | Bugarska       | 4:0      | 8:0      | Kvalifikacije za Europsko U-21 prvenstvo 2002. |

## Vanjske poveznice
- (češ.) Igračke statistike na iDNes.cz
- (engl.) Jiří Kaufman na worldfootball.net